# Imprint
Une marque d'éditeur, en anglais publisher's imprint,  est un nom commercial sous lequel un éditeur publie des  ouvrages. Une maison d'édition peut avoir plusieurs marques pour commercialiser des œuvres auprès de divers segments démographiques de consommateurs.

## Description
Une marque d'éditeur, en anglais publisher's imprint, est un nom commercial sous lequel une œuvre est publiée. Les marques d'éditeur ont généralement un caractère ou un objectif déterminant. Dans certains cas, la diversité résulte du rachat de petits éditeurs (ou d'une partie de leur activité) par une grande maison d'édition. Dans le cas de Barnes & Noble, les imprints ont été utilisés pour faciliter l'aventure d'un libraire dans l'édition.

## Usage
Une maison d'édition peut avoir, à elle seule, plusieurs éditeurs, ceux-ci étant souvent utilisés par la maison d'édition pour commercialiser les œuvres auprès de différents segments démographiques de consommateurs. Par exemple, l'objectif de Viking — un imprint de Penguin Group — est « de publier une liste strictement limitée d'ouvrages de non-fiction, comme la biographie, l'histoire et les travaux sur les questions contemporaines, et la fiction distinguée avec une prétention à une importance permanente plutôt que l'intérêt populaire éphémère ».